# Santa Cruz de Tenerife

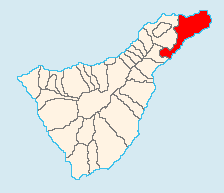
Locatia din Santa Cruz de Tenerife

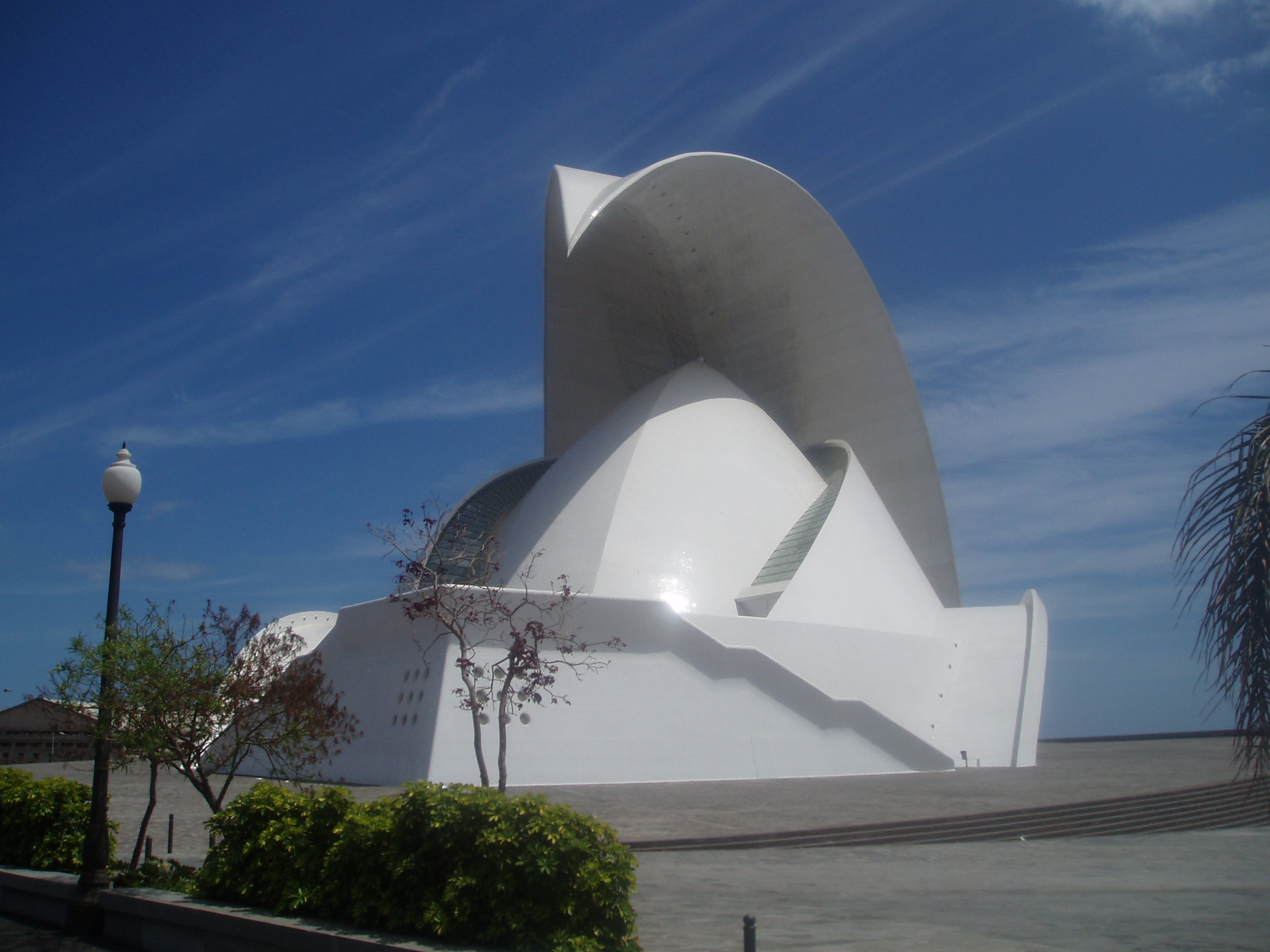
Auditorio de Tenerife

Santa Cruz de Tenerife este un oraș în Spania. Numele înseamnă „sfânta cruce de pe Tenerife”. Este situat pe insula Tenerife, fiind capitala nu numai a insulei, dar și a arhipelagului Insulele Canare. Este sediul Parlamentului din Insulele Canare. Municipiul este situat în partea de nord-est a insulei, pe coasta Oceanului Atlantic. Orașul este amplasat între golful care îi poartă numele și masivul Anaga. Orașul este situat într-o zonă abruptă, formând o zonă metropolitană, cu orașul San Cristóbal de La Laguna, cu care este legat atât fizic cât și urbane. Împreună au o populatie de peste 400.000 de locuitori . Orașul găzduiește unul dintre cele mai mari carnavaluri din lume.
A nu se confunda cu provincia Santa Cruz de Tenerife.

## Puncte de atracție
- Auditorio de Tenerife
- Torres de Santa Cruz
- Plaza de España
- Portul și orașul vechi
- Muzeul Naturii și Omului precum și muzeul de arheologie
- Castelul San Andrés

## Personalități născute aici
- Àngel Guimerà (1845 - 1924), scriitor;
- Carolina Bang (n. 1985), actriță.